# シャペル＝ロワイヤル
シャペル＝ロワイヤル （Chapelle-Royale）は、フランス、サントル＝ヴァル・ド・ロワール地域圏、ウール＝エ＝ロワール県のコミューン。

## 歴史
フランス革命時代、町は一時的にシャペル＝シュル＝イエール（Chapelle-sur-Yerre）と改名させられた。

## 人口統計
| 1962年 | 1968年 | 1975年 | 1982年 | 1990年 | 1999年 | 2007年 | 2014年 |
| ------ | ------ | ------ | ------ | ------ | ------ | ------ | ------ |
| 460    | 450    | 430    | 378    | 368    | 339    | 360    | 310    |

参照元:1962年から1999年までは複数コミューンに住所登録をする者の重複分を除いたもの。それ以降は当該コミューンの人口統計によるもの。1999年までEHESS/Cassini、2006年以降INSEE。

## 史跡
シャペル・ロワイヤルはラテン語のCapella Regalisからきており、メロヴィング朝時代に起源がさかのぼれる教会がある。言い伝えによれば、教会は、クローヴィス2世の妃バティルダに資金援助を受けていた、シャルトルのサン・ペール大修道院の管理下にあった。11世紀からある教会と建物は、原型がロマネスク様式の影響を受けており、15世紀後半に改造された際に内陣と聖所が作られた。